# Jaleel White
Jaleel Ahmad White (Pasadena, Califórnia, 27 de novembro de 1976) é um ator, comediante, produtor e escritor estadunidense. Ele é mais conhecido por seu papel como Steve Urkel na série televisiva Family Matters de 1989 a 1998, e por ter feito a voz de Sonic the Hedgehog em Adventures of Sonic the Hedgehog, Sonic the Hedgehog e Sonic Underground.

## Trabalhos
| Ano       | Nome                                 | Personagens                           | Notas                                            |
| --------- | ------------------------------------ | ------------------------------------- | ------------------------------------------------ |
| 1984      | The Jeffersons                       | Van Van Morris                        | Episódio: "Ebony and Ivory"                      |
| 1984      | Silence of the Heart                 | Hanry                                 | Filme de TV                                      |
| 1985      | Charlie & Co.                        | Robert Richmond                       | 18 Episódios                                     |
| 1986      | The Leftovers                        | Jake                                  | Filme de TV                                      |
| 1987      | Mr. Belvedere                        | Ernie Masters                         | Episódio: "Jobless"                              |
| 1987      | Good Morning, Miss Bliss             | Bobby Wilson                          | Episódio: Pilot                                  |
| 1989-1998 | Family Matters                       | Steve Urkel e Varios da Familia Urkel | 204 Episódios                                    |
| 1990      | Camp Cucamonga                       | Dennis Brooks                         | Filme de TV                                      |
| 1991      | Full House                           | Steve Urkel                           | Episódio: "Stephanie Gets Framed"                |
| 1993      | Adventures of Sonic the Hedgehog     | Sonic the Hedgehog (Voz)              | 65 Episódios                                     |
| 1993-1994 | Sonic the Hedgehog                   | Sonic the Hedgehog (Voz)              | 26 Episódios                                     |
| 1995      | The Fresh Prince of Bel-Air          | Derek                                 | Episódio: "Not with My Cousin You Don't"         |
| 1997      | Meego                                | Steve Urkel                           | Episódio: "Love and Money"                       |
| 1998      | Quest for Camelot                    | Bladebeak                             | Dublagem                                         |
| 1999-2000 | Grown Ups'                           | J. Calvin Frazier                     | 22 Episódios                                     |
| 1999-2000 | Sonic Underground                    | Sonic, Manic, & Sonia (Vozes)         | 40 Episódios                                     |
| 2002      | Big Fat Liar                         | Ele mesmo                             | Não-Creditado                                    |
| 2005      | Half & Half                          | Hershel                               | Episódio: "The Big State of the Reunion Episode" |
| 2006      | Miracle Dogs Too                     | Leo                                   |                                                  |
| 2006      | Puff, Puff, Pass                     | Tenant #2                             | Não-Creditado                                    |
| 2006      | Who Made the Potatoe Salad?          | Michael                               |                                                  |
| 2006      | Dreamgirls                           | Talent Booker                         |                                                  |
| 2007      | The Game                             | Chris                                 | Episódio: "The Big Chill"                        |
| 2007      | Boston Legal                         | Kevin Givens                          | Episódio: "Guise 'n Dolls"                       |
| 2008      | Kissing Cousins                      | Antwone                               |                                                  |
| 2008      | Green Flash                          | Jason Bootie                          |                                                  |
| 2009      | Call of the Wild                     | Dr. Spencer                           |                                                  |
| 2009      | Psych                                | Tony                                  | Episódio: "High Top Fade Out"                    |
| 2010      | Fake It Till You Make It             | Reggie Culkin                         | 10 Episódios                                     |
| 2010      | Mega Shark Versus Crocosaurus        | Dr. McCormick                         |                                                  |
| 2011      | The Problem Solverz                  | K-999 (Voz)                           | 2 Episódios                                      |
| 2011      | Are We There Yet?                    | Ray Savage                            | Episódio: "The Nick Gets Jealous Episode"        |
| 2011      | Judy Moody and the Not Bummer Summer | Mr. Todd                              |                                                  |
| 2011      | House MD                             | Portland                              | Episódio: "Vinte Vicodins"                       |
| 2012      | Guardians of Luna                    | Kahn                                  | Dublagem                                         |
| 2012      | NCIS                                 | Martin                                | Episódio: "A Desperate Man"                      |
| 2012      | Psych                                | Tony                                  | Episódio: "Let's Doo-Wop It Again"               |